# Élie Rouby
Élie Rouby, né le 27 mai 1894 à Lapleau en Corrèze et mort le 20 février 1970 à Tulle en Corrèze, est un résistant et un homme politique français.

## Biographie
Il est le fils d'Hippolyte Rouby, maire et conseiller général de Lapleau, député  puis sénateur de la Corrèze. Entrepreneur dans l'industrie, il est maire et conseiller général (Parti républicain, radical et radical-socialiste) de Lapleau, sa commune natale, de 1921 à 1940.
Engagé volontaire dans l’Infanterie en 1914, il demande son affectation à l’Armée de l’air en 1916, et reçoit une formation de pilote, il est affecté à l’Escadrille BR 127, du G.B.5. Sergent-pilote d'escadrille (une citation à l’ordre de l’escadre BR 127 numéro 35 signée Vuillemin, commandant l’escadre, et une citation 11925 « D » à l’ordre de l’Armée du 25 novembre 1918 signée maréchal Pétain, avec attribution de la croix de guerre 1914-1918 avec palme), il finira en 1918 sous-lieutenant.
Engagé volontaire en 1939, lieutenant en 1940 à la compagnie de l’Air (combat au sol), il obtient une citation à l’ordre de la division aérienne avec étoile d’argent pour les officiers, signée général Vuillemin, commandant en chef des Forces aériennes. Il entre dès 1940 dans la Résistance française. Sous l'Occupation, il recueille des personnes recherchées par le régime de Vichy. Notamment, il va chercher en camionnette à Neuvic d’Ussel en Corrèze, Henri Queuille, futur président du Conseil, qu’il cachera chez lui à Limoges au 30 rue Montalembert, et dans sa propriété de La Châteline à Bussière-Galant (Haute-Vienne), avant son exfiltration pour Londres, ainsi que le sénateur (et futur ministre) Robert Lacoste en Dordogne. Une fois les Périgord et Limousin libérés, Élie Rouby se déplace avec ses hommes du Corps Franc « Gambetta » sur le front de l’Atlantique pour continuer le combat contre l’armée allemande, et participe alors à de nombreuses opérations particulièrement dangereuses de commandos dans le secteur de La Cayenne, presqu'île d'Arvert,  et aux combats en vue de la Libération dans le secteur de Marennes-Oléron. Alors qu’il est dans l’eau des marais de Marennes jusqu’à la ceinture, il saute sur une mine qui le blesse grièvement. N’étant pas abandonné par ses soldats, il est rapatrié à l’arrière du front Atlantique à l’hôpital de Saintes, où il sera amputé des deux jambes.
Le général de Gaulle le nommera compagnon de la Libération et lui remettra lui-même sur son lit d’hôpital à Saintes, la croix de l’ordre de la Libération.
Pour ses actions militaires en 1944 et 1945,le capitaine Élie Rouby se verra décerné : une citation à l’ordre du Bataillon le 27 octobre 1944 signée commandant Roland, commandant le 11e bataillon des FFI, une citation à l’ordre de la Brigade en janvier 1945 signée colonel Monnet, une citation à l’ordre de la Division (ordre général numéro 45 signé général de corps d’armée de Larminat), une citation à l’ordre du Corps d’Armée, et une citation à l’ordre de l’Armée (le contenu de ses citations sont disponibles à la chancellerie de l’ordre de la Libération à Paris, ou aux archives militaires de l’Armée de terre pour les périodes 1914-1916 et 1944-1945, ou aux archives de l’Armée de l’air, pour la période 1917-1918, et 1939-1940). 
À la Libération, il retrouve ses mandats, cette fois sous l'étiquette SFIO. Il devient également président du conseil général de la Corrèze de 1946 à 1970.

## Décorations
- Grand officier de la Légion d'honneur
- Compagnon de la Libération (décret du 28 mai 1945)[1]
- Médaille militaire
- Croix de guerre 1914-1918 (2 citations)
- Croix de guerre 1939-1945 (5 citations)
- Commandeur de l'ordre du Mérite agricole
- Croix du combattant volontaire 1914-1918
- Croix du combattant volontaire de la Résistance
- Commandeur de l'ordre du Mérite civil français